# Ренате Реінсве
Ренате Реінсве (норв. Renate Reinsve; 24 листопада 1987, Солбергельва, Норвегія) — норвезька акторка театру і кіно, призерка Каннського кінофестивалю 2021 року за найкращу жіночу роль у трагікомедії «Найгірша людина в світі».

## Біографія
Народилася в 1987 році. Закінчила школу мистецтв в Осло, стала членом акторської трупи в Трьонделагському театрі. У 2014 році отримала премію Хедден за роль у виставі за п'єсою Фрідріха Дюрренматта «Візит старої дами». З 2016 року працює у Норвезькому театрі (Осло).
Знімалася у фільмах «Осло, 31-го серпня» (2011), «Компанія Орхейм» (2012), «Ласкаво просимо в Норвегію» (2016). У 2021 році вона зіграла головну героїню в трагікомедії Йоакима Трієра «Найгірша людина на світі», що увійшла в основну програму Каннського кінофестивалю. Журі удостоїло Реінсве нагороди за кращу жіночу роль. Під час вручення вона розридалася на сцені.
У 2024 році зіграла одну з головних ролей в американському детективному телесеріалі «Презумпція невинуватості». Рік потому повернулась до співробітництва з Йоакімом Трієром, зігравши головну роль у його трагікомедії «Сентиментальна цінність».